# Jacinto Pereira
Jacinto Pereira (Luanda, 10 de dezembro de 1974) é um ex-futebolista angolano que atuava como lateral-direito.

## Carreira
Jacinto defendeu apenas um clube em sua carreira: o Aviação, entre 2000 e 2007. Pelos Aviadores, foi tricampeão nacional (2002, 2003 e 2004), vencendo também a Taça de Angola em 2005 e conquistando 4 vezes a SuperTaça de Angola (2003, 2004, 2005 e 2006). Após deixar os gramados, permanece no Aviação como chefe do departamento de futebol do clube.

## Carreira internacional
Fez parte da Seleção Angolana de Futebol entre 2000 e 2006, ano em que participou do Copa Africana de Nações realizada em Gana. Disputou apenas uma partida na competição, na derrota por 3 a 1 para Camarões. Foram 15 jogos e nenhum gol pelos Palancas Negras.

## Curiosidade
No álbum de figurinhas da Copa de 2006, a qual Jacinto não foi convocado, sua data e ano de nascimento foi trocada: a Panini publicou que o lateral nascera em 30 de fevereiro (dia que existiu apenas 3 vezes na história) de 1973, quando ele é, oficialmente, de 10 de dezembro de 1974.[carece de fontes?]

## Títulos
- Girabola: 3 (2002, 2003 e 2004)
- Taça de Angola: 1 (2005)
- SuperTaça de Angola: 4 (2003, 2004, 2005 e 2006)